# Kasagi (Kioto)
Kasagi (笠置町 Kasagi-chō?) es un pueblo localizado en la prefectura de Kioto, Japón. En junio de 2019 tenía una población de 1.191 habitantes y una densidad de población de 50,6 personas por km². Su área total es de 23,52 km².

## Geografía

### Localidades circundantes
- Prefectura de Kioto
  - Kizugawa
  - Wazuka
  - Minamiyamashiro
- Prefectura de Nara
  - Nara

## Demografía
Según datos del censo japonés, la población de Kasagi ha disminuido en los últimos años.
| Año del censo | Población |
| ------------- | --------- |
| 1995          | 2.223     |
| 2000          | 2.056     |
| 2005          | 1.876     |
| 2010          | 1.626     |
| 2015          | 1.368     |